# Valkkojärvet
Valkkojärvet eller Valkeajärvet är sjöar i Finland. De ligger i kommunen Enare i landskapet Lappland, i den norra delen av landet, 1 000 km norr om huvudstaden Helsingfors. Valkkojärvet ligger 119,9 meter över havet. Arean är 29,9 hektar och strandlinjen är 3,07 kilometer lång. Sjön  ingår i Pasvik älvs huvudavrinningsområde. 